# Phostria mostella
Phostria mostella là một loài bướm đêm trong họ Crambidae.